# Джошуа Оттенс
Джошуа Оттенс  (нід. Josua Ottens; *1704-†1765) — голландський картограф та видавець.

## Життєпис
Джошуа Оттенс жив і працював в Амстердамі протягом 18 століття. Він син Йоахима Оттенса (1663—1719), єврейського гравера, який співпрацював з Ф. де Вітом на початку своєї кар'єри, тобто наприкінці 1680-х років він заснував власне видавництво, яке займалося друком карт. Роботу батька продовжували разом із братом  Райнер Оттенс, і більшість їхніх творів мають загальний авторський підпис «R. & J. Ottens». Родзинкою їхньої роботи є «Atlas Major», надрукований в Амстердамі в 1740 р..

## Карти України
1726 р. Карта — «REIPUBLICÆ ET STATUS GENERALIS POLONIÆ NOVA TABULA, COMPREHENDENS MAIORIS ET MINORIS POLONIÆ REGNIMAGNIDUCATUS LITHUANIÆ DUCATUS PRUSSIÆ, CURLANDIÆ, SAMOGITIÆ MASSOVIÆ VOLHYNIÆ PODOLIÆ RUSSIÆ UCRANIÆ ET DE MOSCOVIÆ PARS ACCURATAM DESCRIPTIONEM» (Нова карта Речі Посполитої і загального стану Польщі, що включає королівство Велику і Малу Польщу, Велике князівство Литовське, князівство Прусське, Курляндію, Самоґітію, Мазовію, Волинь, Поділля, Русь, Україну і частину Московії). Українські історико-географічні землі представлені Поліссям (Polesia); Волинню (Volhynia), що поділяється на Верхню Волинь (Volhynia Superior) та Нижню Волинь (Volhynia Inferior); Поділля (Podolia), що поділяється на Верхнє Поділля (Podolia Superior) та Нижнє Поділля (Podolia Inferior); Червона Русь (Russia Rubra). На півдні Червоної Русі лежить Покуття (Pokutia). Східні українські землі представлені Чернігівським (Ducatus Czernihow) та Новгород-Сіверським (Ducatus Novogrodeck) князівствами без позначення їхніх меж у складі Російської імперії; у Причорномор'ї — Очаківською Тартарією (Tartaria Oczacowiensis) та Ногайською Тартарією (Tartaria Nogaiensis).Київське воєводство на карті позначене на лівому березі Дніпра, а тільки невелика частина (між Києвом та Каневом) захоплює правий берег, названа Україною (Ukrania)..
1736 р. Карта — «Theatre de la Guerre sur les Frontieres Entre les deux Grands Monarques de Russie & de Turquie ou Carte Nouvelle d'une Grande Partie de la Russie, ou l'on a la Petite Tartarie, l'Ukraine la Crimée & le Pais des Cosaques la Mer de Azof & la Mer Noire & les Pais Circomvoisins Dressée Suivant une Carte Faite Sur les Lieux Rectifiée & Augmentée par R. & I. Ottens, Geogr. a Amsterdam». Картуш карти прикрашений алегоріями, гербом Росії, портретом Петра I та ін. Правобережна та Лівобережна Україна на карті позначена як Ukraine (напис охоплює Поділля та Малу Русь (Pars Rossiae Minoris). Напис Pars Rossiae Minoris на карті сягає Смоленщини. Росія позначена як Pars Rossiae Maximae. Карта складена під час Російсько-турецької війни (1735—1739 pp.).